# فاتسلاف بيلار
فاتشلاف بيلار (بالتشيكية: Václav Pilař)‏ (مواليد 13 أكتوبر 1988 في تشلوميك ناد سيدلينو، تشيكوسلوفاكيا) لاعب كرة قدم تشيكي يجيد اللعب في مركز الجناح ويلعب حاليا في نادي فولفسبورغ الألماني منذ 2012.

## روابط خارجية
- فاتسلاف بيلار على موقع الاتحاد الأوربي (الإنجليزية)
- فاتسلاف بيلار على موقع الاتحاد التشيكي (الإنجليزية)
- فاتسلاف بيلار على موقع قاعدة بيانات كرة القدم.إي يو (الإنجليزية)
- فاتسلاف بيلار على موقع بيانات كرة القدم. دي إي (الألمانية)
- فاتسلاف بيلار على موقع ناشيونال فوتبول تيمز (الإنجليزية)
- فاتسلاف بيلار على موقع Soccerway.com (الإنجليزية)
- فاتسلاف بيلار على موقع عالم كرة القدم.نت (الإنجليزية)
- فاتسلاف بيلار على موقع AS.com (الإسبانية)